# Juhani Kyöstilä
Juhani Laurinpoika Kyöstilä (Helsinki, 4 luglio 1931 – Kouvola, 30 giugno 2010) è stato un cestista finlandese.

## Carriera
Con la Finlandia ha disputato i Campionati europei del 1951 e i Giochi olimpici di Helsinki 1952.